# Lucien Smith

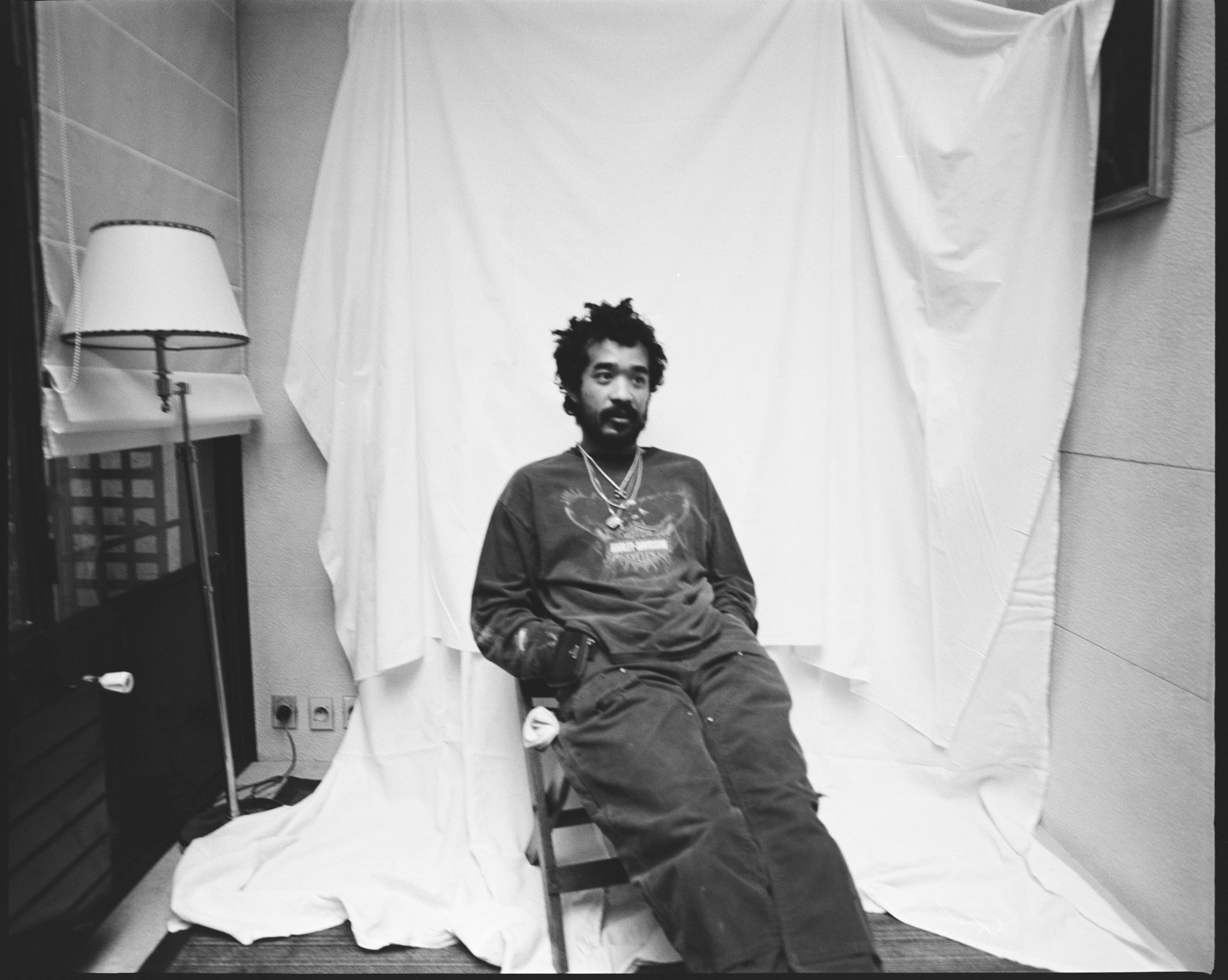
Lucien Smith, 2024

Lucien Smith (* 15. April 1989 in Los Angeles, Kalifornien, USA) ist ein US-amerikanischer Künstler, der in Tribeca in Manhattan lebt und arbeitet.

## Leben
Smith studierte an der New Yorker Kunstschule Cooper Union und schloss das Studium 2011 mit dem Bachelor of Fine Arts (BFA) ab. Er wurde Anfang 2014 in der New Yorker Kunstszene hochgeschätzt und erzielte auf Auktionen dort und in London Preise für seine Werke von mehr als 250.000 £ Sterling, nachdem diese vor den Auktionen mit ca. 40.000 £ Sterling eingeschätzt worden waren. Seine Werke werden in der Sammlerwelt zu denen gezählt, deren Preise durch das sogenannte Artflipping in die Höhe getrieben werden. 

## Stil und Herstellungsweise
Smith verwendet unter anderem gefundene Materialien (Objets trouvés) oder Detritus (Abfall) und kombiniert diese mit seinen pastösen Farbaufträgen zu Kollagen nach Art des Dadaismus. Andere Werke erinnern an solche des Tachismus.
Für Smiths Rain Paintings aus dem Jahre 2011, die er in seiner Regen-Fabrik herstellte, verwandte er mit Farbe gefüllte Feuerlöscher zum Auftrag auf Leinwände, die nicht vorbereitet waren. Bei den Camo Paintings des Jahres 2014 werden Camouflagetextilien mit Farbe überschüttet.

## Werke
- 2011: Hobbes, The Rain Man, and My Friend Barney/Under the Sycamore Tree.
- 2012: Two Guys and a Girl.[2]
- 2012: Feet in the Water (Auktionshaus Phillips).
- 2012: Two Sides of the Same Coin (Sotheby’s, London); Acrylfarbe auf Leinwand, 243,8 cm × 182,8 cm.
- 2012: Secret Lives of Men (Christie’s, London).
- 2013: Nature is My Church (Salon 94).
- 2014: Camo Paintings.

## Einzelausstellungen
- 2011: Imagined Nostalgia, Cooper Union, New York City, USA.
- 2012: Seven Rain Paintings, OHWOW, Los Angeles, Kalifornien USA.
- 2013: Nature is My Church, Salon 94, New York City, USA.